# Jagdstaffel 5
Jagdstaffel 5 – Königlich Preußische Jagdstaffel Nr. 5 – Jasta 5 jednostka lotnictwa niemieckiego Luftstreitkräfte z okresu I wojny światowej.

## Informacje ogólne
Jednostka została utworzona w Béchamps w sierpniu 1916 roku, jako jedna z pierwszych 12 eskadra w pierwszym etapie reorganizacji lotnictwa niemieckiego z istniejącej wcześniej jednostki lotniczej Kampfeinsitzerkommando KEK Avillers. Organizację eskadry powierzono porucznikowi Hansowi Berr służącemu w KEK Avillers. Została zmobilizowana w dniu jej utworzenia. Eskadra walczyła na samolotach Albatros D.II, Albatros D.III, Albatros D.V, Fokker D.VII, Fokker Dr.I oraz Pfalz D.XII.

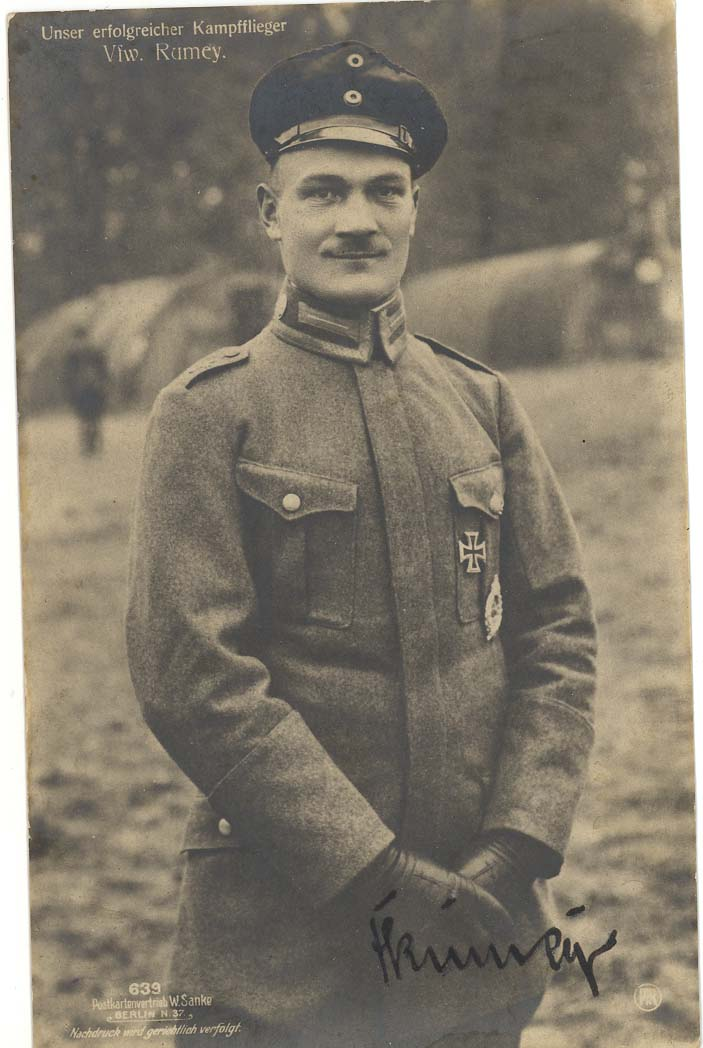
Fritz Rumey odniósł 45 zwycięstw w Jasta 5.

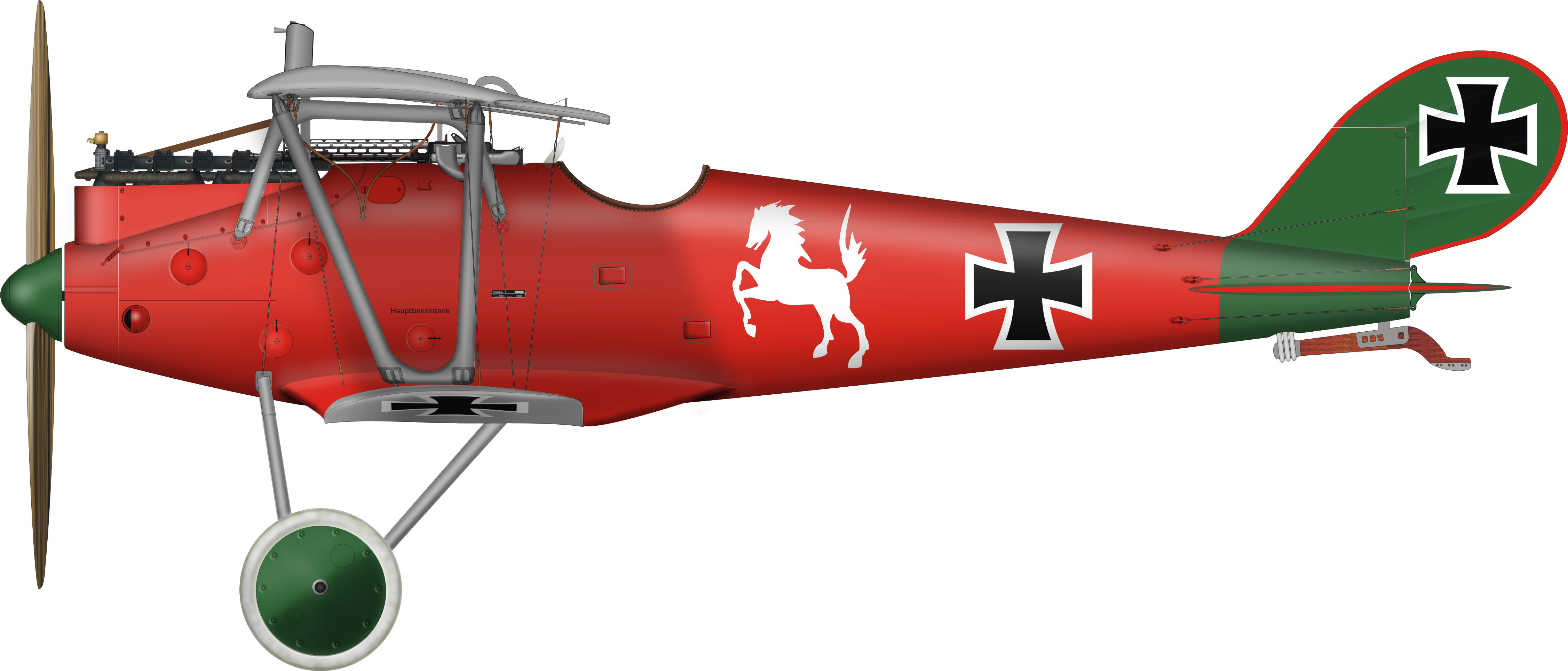
Pfald D.III w barwach Jasta 5.

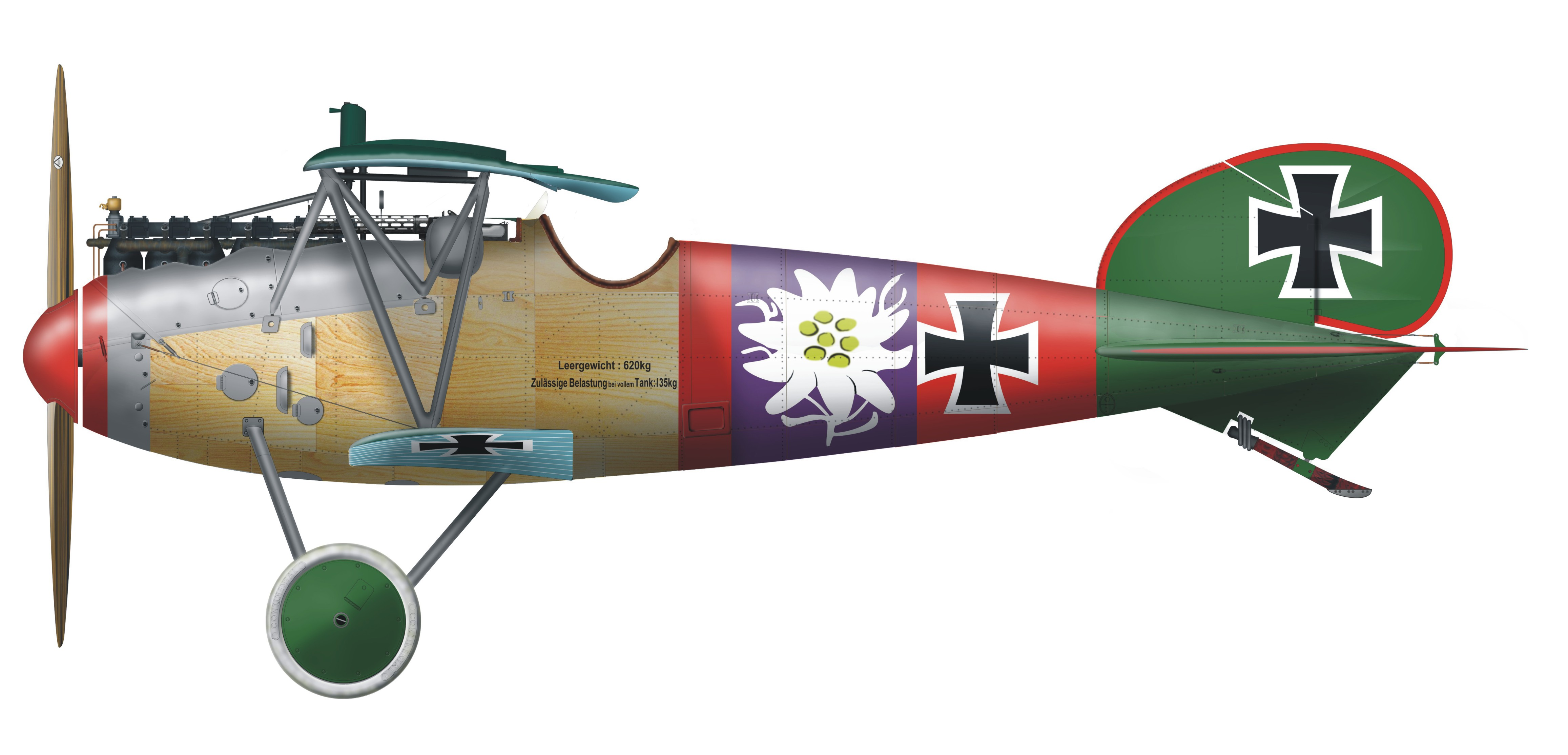
Albatros D.V Paula Bäumera w barwach Jasta 5.

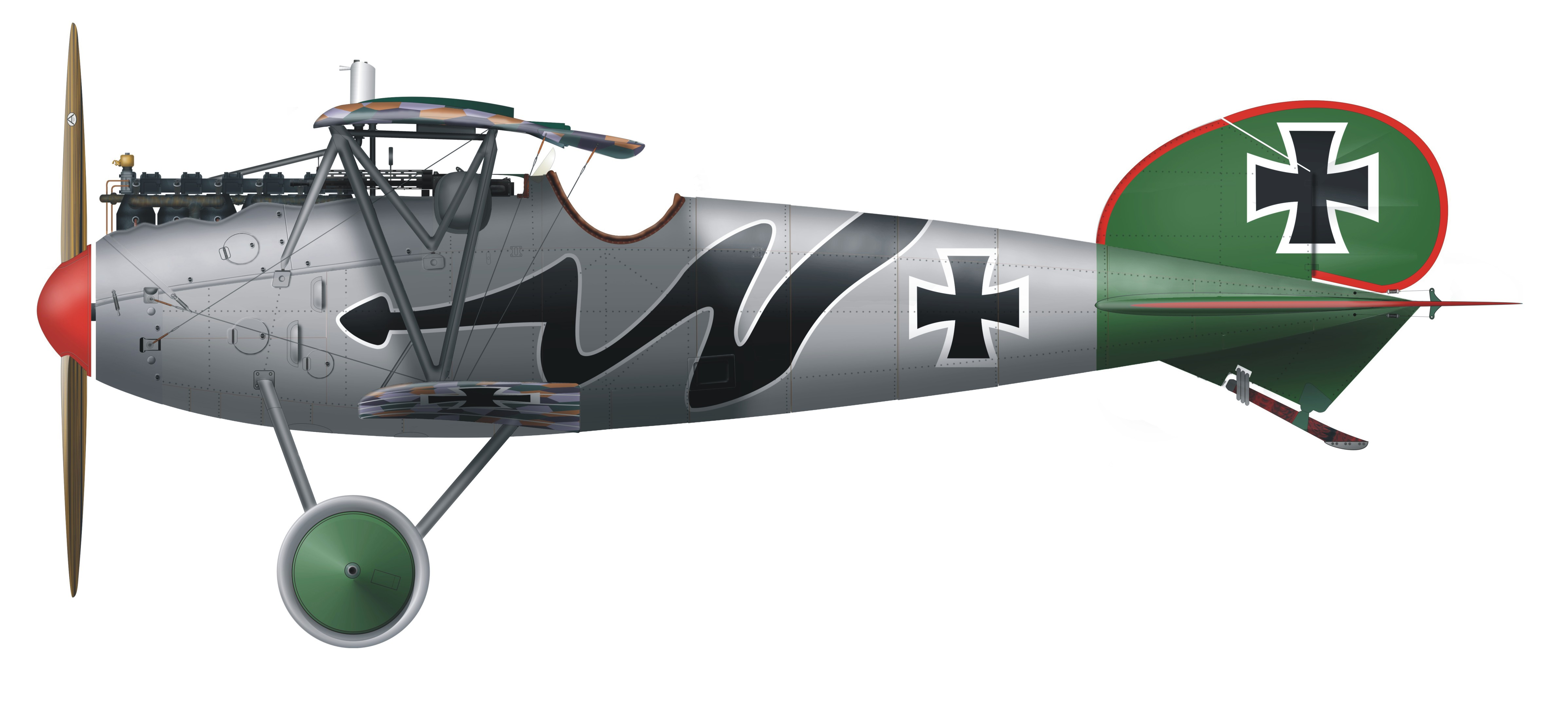
Albatros D.V Hansa von Hippel w barwach Jasta 5.

Jasta 5 w całym okresie wojny odniosła 253 zwycięstwa. W okresie od sierpnia 1916 do listopada 1918 roku jej straty wynosiły 19 zabitych w walce, 9 rannych oraz 2 w niewoli.
Łącznie przez jej personel przeszło 14 asów myśliwskich:
Fritz Rumey (45), Otto Könnecke (33), Josef Mai (30), Heinrich Gontermann (17), Kurt Schneider (15), Edmund Nathanael (15), Renatus Theiller (10), Otto Schmidt (9), Hans Berr (8), Karl Treiber (7), Hans Karl Müller (8), Werner Voss (6), Rudolf Matthaei (6), Paul Bäumer (3), Hartmuth Baldamus.
W eskadrze przez kilka tygodni służył Hermann Göring, ale nie odniósł w niej żadnego zwycięstwa.

## Dowódcy Eskadry
| Stopień   | Nazwisko           | Okres                   |
| --------- | ------------------ | ----------------------- |
| Porucznik | Hans Berr          | 10.08.1916 – 02.01.1917 |
|           | Ludwik Dornheim    | 02.01.1917 – 05.02.1917 |
| Porucznik | Hans Berr          | 05.02.1917 – 06.04.1917 |
|           | Hans von Hunerbein | 06.04.1917 – 04.05.1917 |
| Porucznik | Kurt Schneider     | 04.05.1917 – 05.06.1917 |
|           | Richard Flashar    | 10.06.1917 – 31.12.1917 |
|           | Wilhelm Lehmann    | 31.12.1917 – 14.01.1918 |
|           | Richard Flashar    | 14.01.1918 – 12.05.1918 |
|           | Wilhelm Lehmann    | 12.05.1918 – 26.06.1918 |
| Porucznik | Otto Schmidt       | 26.06.1918 – 11.11.1918 |